# Rhinogobio typus
Rhinogobio typus är en fiskart som beskrevs av Bleeker, 1871. Rhinogobio typus ingår i släktet Rhinogobio och familjen karpfiskar. Inga underarter finns listade i Catalogue of Life.